# Антон Штрайтвізер
Антон Штрайтвізер (нім. Anton Streitwieser; 3 липня 1916, Заальдорф-Зургайм, Німецька імперія — 17 липня 1972, Бохум, ФРН) — оберштурмфюрер СС, третій шуцгафтлагерфюрер концтабору Маутгаузен. Після закінчення війни ховався, але був викритий і постав перед судом у Кельні, що засудив його у 1967 році до довічного ув'язнення.

## Біографія
Народився 3 липня 1916 року в селі Зургайм у Верхній Баварії. Через три роки сім'я переїхала до Лауфена. Його батько був залізничником. З 1922 до 1930 рік навчався в місцевій народній школі. Штрайтвізер вивчав автомеханіку та під час навчання відвідував професійну ремісничу школу. 1 жовтня 1933 року завершив навчання без складання іспиту, оскільки втратив інтерес до професії та вирішив приєднатися до Гітлер'югенда.
Весною 1934 року нетривалий час перебував у загоні гітлер'югенда в Мюнхені. 8 квітня 1934 року зараховано до Ваффен-СС (№ 276125), попередньо записавшись у піхоту. 12 серпня 1934 року вступив на службу до охоронного батальйону СС «Верхня Баварія» у складі абшніту СС «Південь». Цей підрозділ охороняв концтабір Дахау. 3 травня 1935 року (за іншими даними, 3 червня) застрелив ув'язненого, на прізвище Шлаттль. Під час своїх перших допитів у 1950-х роках Штрайтвізер спочатку заперечував факт убивства, хоча він був офіційно підтверджений записами про «неприродні смерті», які велися у кожному концтаборі. Обвинувальна сторона на кельнському процесі утрималося від того, щоб зробити це діяння предметом обвинувачення.
19 вересня 1935 року вступив на службу в охорону концтабору Заксенбург. 1 квітня 1936 року переведено в охорону концтабору Естервеген, де залишався до розформування табору влітку 1936 року. З 1 липня 1936 року служив у навчальному таборі Фогельзанг, розташованому в Айфелі. Штрайтвізер ніс там вартову службу. 1 грудня 1936 року переведено до комендатури концтабору Заксенгаузен. У Заксенгаузені Штрайтвізер був водієм Теодора Айке і під час служби у таборі уклав перший шлюб. У 1937 році у нього народився син, а у 1941 році — донька. 30 січня 1937 року йому надано звання унтершарфюрера СС.
27 листопада 1938 року переведено до комендатури концтабору Маутгаузен. Наприкінці 1938 або на початку 1939 року отримав звання обершарфюрера СС. У середині 1940 року став гауптшарфюрером СС. 19 грудня 1938 року застрелив ув'язненого Антона Едера нібито при «спробі втечі». Оскільки прокуратура також не змогла з'ясувати докладних обставин у цій справі, вона не була включена до обвинувального висновку. У квітні 1939 року Штрайтвізер став начальником служби праці. Він відповідав за формування трудових загонів, «переклик» (перевірку складу) перед виряджанням та після прибуття, а також поповнення загонів після загибелі людей. З початку 1939/1940 року і приблизно до кінця березня 1940 року був одним з декількох керівників робочих команд, які брали активну участь у будівництві філії Гузен. Крім того, до січня 1941 року був рапортфюрером у філії Гузена, яким керував Карл Хмілевський. Весною 1941 року після проходження невеликої підготовки відправлено на фронт.
Штрайтвізер приєднався до 10-го полку СС «Вестланд» у складі 5-ї танкової дивізії СС «Вікінг» і 22 червня 1941 року взяв участь у війні проти СРСР. 2 липня Штрайтвізер разом з полком досяг Тернополя. У другій половині липня полк просунувся далі до Житомира. 31 липня 1941 року отримав поранення. Штрайтвізера нагороджено Залізним хрестом 2-го та 1-го класу та чорним нагрудним знаком «За поранення».
Після одужання в середині жовтня 1942 року повернувся до концтабору Маутгаузен. Комендант Франц Цірайс призначив його третім шуцгафтлагерфюрером. У лютому 1943 року проходив підготовчий курс у юнкерській школі СС у Брауншвейзі. Після закінчення курсу 15 грудня 1943 року став унтерштурмфюрером СС. Наприкінці січня 1944 року повернувся до концтабору Маутгаузен, де знову став третім шуцгафтлагерфюрером. Згодом до середини травня 1944 року був начальником філії Мельк, яка будувалася. Після бомбардування авіацією західних союзників авіабази у Швехаті та загибелі начальника філії табору Еріха Енгельгардта, Штрайтвізер зайняв його місце. У червні 1944 року після наступного бомбардування очолив філію концтабору у Флоридсдорфі. У жовтні 1944 року переведено у філію Гінтербрюль. Таким чином, з жовтня 1944 року був начальником трьох філій концтабору Маутгаузен. У кількох свідченнях Штрайтвізера звинувачували у нацькуванні свого собаки на ув'язнених. Один випадок здався суду досить переконливим, щоб визнати Штайтвізера винним у завданні тілесних ушкоджень, що спричинили смерть: 5 грудня 1944 року, коли Штрайтвізер був начальником філії у Флоридсдорфі, він зіткнувся з австрійським ув'язненим Весселі, старостою блоку, який отримав справжнє шкіряне взуття замість встановленого для ув'язнених взуття (дерев'яні підошви та шкіряні верхи). Це привернуло увагу Штрайтвізера, і він прийшов у табір зі своєю вівчаркою на прізвисько «Хассо», де знайшов Весселі, який саме йшов на роботу. Зі свідчень було неясно, чи відразу Штрайтвізер нацькував собаку на в'язня або спочатку вдарив його по обличчю, що послужило сигналом для собаки напасти на в'язня. Собака вкусив Весселі кілька разів у стегно та геніталії. Штрайтвізер дав собаці деякий час, перш ніж покликав її назад. Потім він наказав доставити ув'язненого до лікарні, де Весселі помер від зараження крові через кілька днів.
У березні 1945 року відповідав за евакуацію ув'язнених. Штрайтвізер отримав від коменданта Франца Цірайса наказ і доручив Гансу Бюнеру вбити 50 ув'язнених. У ніч проти 1 квітня санітар Карл Заско та капо Георг Гессль зробили всім непридатним для евакуації ув'язненим ін'єкціями бензину. З 8 квітня 1945 року був заступником шуцхафтлагерфюрера Георга Бахмаєра. 20 квітня 1945 року дослужився до оберштурмфюрера СС.

### Після війни
Після закінчення війни втік і до середини серпня 1945 року ховався у своїх батьків у Лауфені. Оскільки в замку Лауфен розташовувався військовий демобілізаційний табір, він сподівався отримати там документи про демобілізацію, але був заарештований та доставлений до табору Ауербах. У лютому 1946 року втік, переодягнувшись в уніформу лейтенанта армії США. У 1951 році його перша дружина подала позов до окружного суду Бохума про визнання Штрайтвізера померлим. 23 червня 1953 року його визнано померлим. Штрайтвізер працював водієм і взяв дошлюбне прізвище своєї другої дружини Круг.
Після того як до поліційної дільниці в Кельні, в кримінальну поліцію Мюнхена і в його рідну громаду надійшли анонімні повідомлення про те, що справжнє ім'я Клауса Круга — Антон Штрайтвізер, і що він розшукується поліцією, 16 травня 1955 року Штрайтвізер здався поліції. Він подав до прокуратури Кельна заяву про з'явлення зі зізнанням за використання вигаданого імені та попросив утриматися від покарання. Оскільки судова влада Кельна нічого не знала про службу Штрайтвізера в концтаборі, ніщо не заважало застосувати положення про амністію та закон про звільнення від покарання 1954 року, і Штрайтвізеру було надано умовний термін.
У 1956 році Штрайтвізер, як і сам Карл Шульц, звернувся до влади. Під час розслідування щодо колишнього коменданта концентраційного табору Гузен Карла Хмілевського ув'язнили за підозрою в участі в сотнях вбивств і жорстокому поводженні з ув'язненими. Оскільки обидва проживали в Кельні, прокуратура Мюнхена, яка почала розслідування, і Кельна протягом кількох місяців сперечалися про юрисдикцію. Через рік федеральна прокуратура вирішила, що суд має відбутися в Кельні.
Оскільки розслідування затяглося, у січні 1962 року земельний суд Кельна ухвалив звільнити двох обвинувачених, що спонукало Ганса Маршалека написати критичний коментар у щомісячному журналі «Neues Mahnruf». Що особливо обурило автора, то це міркування про те, що звільнення двох обвинувачених було зроблено в «дусі прав людини», щоб дати їм «достатню можливість захистити себе».

#### Судовий процес
21 листопада 1966 року розпочалося основне слухання у земельному суді Кельна проти Штрайтвізера та Карла Шульца. В обвинувачених було двоє захисників. Склад суду присяжних складався з професійного та шести непрофесійних суддів, яких очолював голова земельного суду Кельна доктор Кірдорф. Серед присяжних два робітники, один службовець і ремісник. Спостерігачі за процесом прибули з Німеччини та з-за кордону, але повідомляли в основному німецькі журналісти. Суд призначив 124 судові дні та планував оголосити вирок другого тижня жовтня наступного року, проте йому знадобилося лише 110 судових днів. Прокуратура викликала 229 свідків, 76 із них з інших країн.
Не тільки колишні в'язні, а й колишні есесівці згадували Штрайтвізера («прекрасного Тоні») як невеликого «володаря життя та смерті» у таборі. Штрайтвізер також намагався продемонструвати це зарозуміле ставлення під час судового процесу. Він уже ввів в оману прокурора, нібито маючи на увазі перспективу можливого припинення справи у разі співпраці. Штрайтвізер постійно стверджував, що його не було в таборі під час злочину, в якому його звинувачували, або, як уже говорилося вище, що його вже звільнили з посади. Взагалі, його неодноразово плутали з другим шуцхафтлагерфюрером табору Йоганном Альтфульдішем, який був страчений за вироком американського військового трибуналу у 1947 році; саме він, а не Штрайтвізер, був причетний до всіх страт. Він зізнався, що завдавав побоїв та ударів по обличчю, але це робилося виключно для того, щоб запобігти гіршому, а саме вбивство даного ув'язненого одним з його начальників. Тільки коли в лютому 1967 року з'явилися свідки злочинів у Хінтербрюлі, ця тактика перестала бути корисною, але й тут він намагався зобразити із себе благодійника, оскільки не дозволяв відправляти непридатних до роботи ув'язнених у Маутгаузен, бо знав, що їх там уб'ють. Він також намагався умовити шуцхафтлагерфюрера Бахмаєра замінити його рапортфюрера в Хінтербрюлі Бюнера («жорстокого садиста»), але Бахмаєр відмовився, бо інакше табір Хінтербрюль став би «санаторієм для ув'язнених». Штрайтвізер навіть намагався змусити суд повірити, що він боявся підлеглого йому рапортфюрера, бо вважав Бюнера одним зі шпигунів Бахмаєра. Суд вважав, що ці зізнання спростовуються численними свідченнями, які вказували на прекрасні стосунки між Штрайтвізером і Бюнером, які жили в одному кварталі.
Штрайтвізер розповів кельнському суду про його ймовірну ініціативу з порятунку ув'язнених в останні дні перед звільненням концтабору, коли співробітник швейцарського банку Луї Гефлігер вже перебував у таборі як делегат Червоного Хреста. Він стверджував, що план Цірайса звести всіх ув'язнених у заводські тунелі табору Гузен і потім ліквідувати їх шляхом вибуху було зірвано ним самим, оскільки він привернув до цього увагу Гефлігера, який потім поговорив з Цірайсом і відмовив його від цього плану. Однак, Гефлігер підтвердив версію Штрайтвізера на першому допиті судового слідчого про те, що він отримав від нього інформацію. Під час нового допиту 1 вересня 1969 року в земельному суді Відня Гефлігеру довелося визнати, що перед допитом 2 лютого 1959 року він відвідав дружину Штрайтвізера в Кельні, щоб поговорити з нею про судовий процес проти Штрайтвізера, і що він також прийняв від неї готівку.
30 жовтня 1967 року за вбивство у трьох випадках і завдання тяжких тілесних ушкоджень, що спричинили смерть, був засуджений до довічного позбавлення волі у в'язниці суворого режиму і додатково до 7 років ув'язнення. 27 жовтня 1969 року Федеральний верховний суд ФРН підтвердив вирок, і він набрав законної сили. 17 липня 1972 року помер у тюремній лікарні в Бохумі.

## Виноски
1. ↑  Посадова особа, одна з найважливіших у табірній адміністрації. У її віданні були всі питання, що стосувалися ув'язнених; одночасно очолюючи 3-й відділ комендатури, шуцхафтлагерфюрер був найближчим помічником коменданта та його першим заступником.